# Öblarn
Öblarn est une commune autrichienne du district de Liezen en Styrie.